# Šentrupert
Šentrupert je vas v jugovzhodni Sloveniji in sedež Občine Šentrupert. Naselje je ime dobilo po svetem Rupertu, zavetniku župnijske cerkve. Prvotno se je kraj imenoval Škrljevo po čvrstem laporju, ki se lomi kot škrilje.

## Lega
Šentrupert leži v dolini južnega dela Dolenjskega gričevja. Po dolini teče reka Bistrica, ki se izliva v reko Mirno. Nadmorska višina naselja je 278 metrov. Zaradi obdajajočih gora ima kraj ugodno podnebje čez vse leto.

## Zgodovina
Materialni zgodovinski viri kažejo, da je bil Šentrupert in bližnja okolica poseljena že v 2. tisočletju pr. n. št.
Iz železne dobe so se ohranili sledovi gradišč in grobov (te so našli med izkopavanji v 1870. in 1880. letih 19. stoletja).
V času Rimskega imperija so Rimljani leta 14 osvojili tudi to področje in v bližini današnjega Trebnjega postavili naselbino Praetorium Latobicorum, kjer je bila stalno nastanjena večja vojaška enota. Iz tega obdobja so se ohranili tudi številni ostanki.
Do maja 2006 je bila vas središče Krajevne skupnosti Šentrupert v Občini Trebnje, od takrat naprej pa je sedež samostojne Občine Šentrupert.

## Objekti
V Šentrupertu stoji znamenita župnijska cerkev sv. Ruperta. Zgradili so jo v letih od 1415 do 1420 in je med največjimi gotskimi cerkvami v Sloveniji. Zavarovana je kot kulturni spomenik državnega pomena.
Na območju vasi so tudi železniško postajališče Šentrupert, Osnovna šola dr. Pavla Lunačka Šentrupert, Akademski klub študentov Šentruperta in okolice in Steklasova pohodna pot.
Od junija 2013 v Šentrupertu pod imenom Dežela kozolcev deluje drugi muzej kozolcev na svetu.

## Pokopališče
Na pokopališču je stara kapela v gotskem slogu. Tam je tudi plošča z imeni okrog tristo padlih ali pobitih domobrancev med in po vojni. Na pokopališču je tudi grob blaženega Lojzeta Grozdeta.
Na pokopališču, ki je najbližje zaporu Dob, pokopavajo tudi zapornike, ki umrejo na Dobu in njihovih trupel nihče ne prevzame. Najbolj znan med njimi je Metod Trobec.